# Touch Dance
Touch Dance es un álbum de remixes del dúo británico Eurythmics, publicado por RCA Records en mayo de 1984. El disco contiene versiones remixadas de canciones del álbum Touch, hechas por John 'Jellybean' Benitez y François Kevorkian, productores notables en la escena de clubes de la ciudad de Nueva York.
Annie Lennox ha manifestado en algunas entrevistas que nunca estuvo de acuerdo con el lanzamiento del álbum, ya que se trató de un producto meramente comercial producido por la RCA con poca colaboración de ella o Dave Stewart.

## Lista de canciones
Todas las canciones escritas y compuestas por Annie Lennox y David A. Stewart. 
| N.º | Título                          | Duración |  |
| 1.  | «The First Cut»                 | 6:34     |  |
| 2.  | «Cool Blue»                     | 5:58     |  |
| 3.  | «Paint a Rumour»                | 7:26     |  |
| 4.  | «Regrets»                       | 7:34     |  |
| 5.  | «The First Cut» (instrumental)  | 7:14     |  |
| 6.  | «Cool Blue» (instrumental)      | 6:54     |  |
| 7.  | «Paint a Rumour» (instrumental) | 5:53     |  |